# Porcellana bianca del periodo Joseon

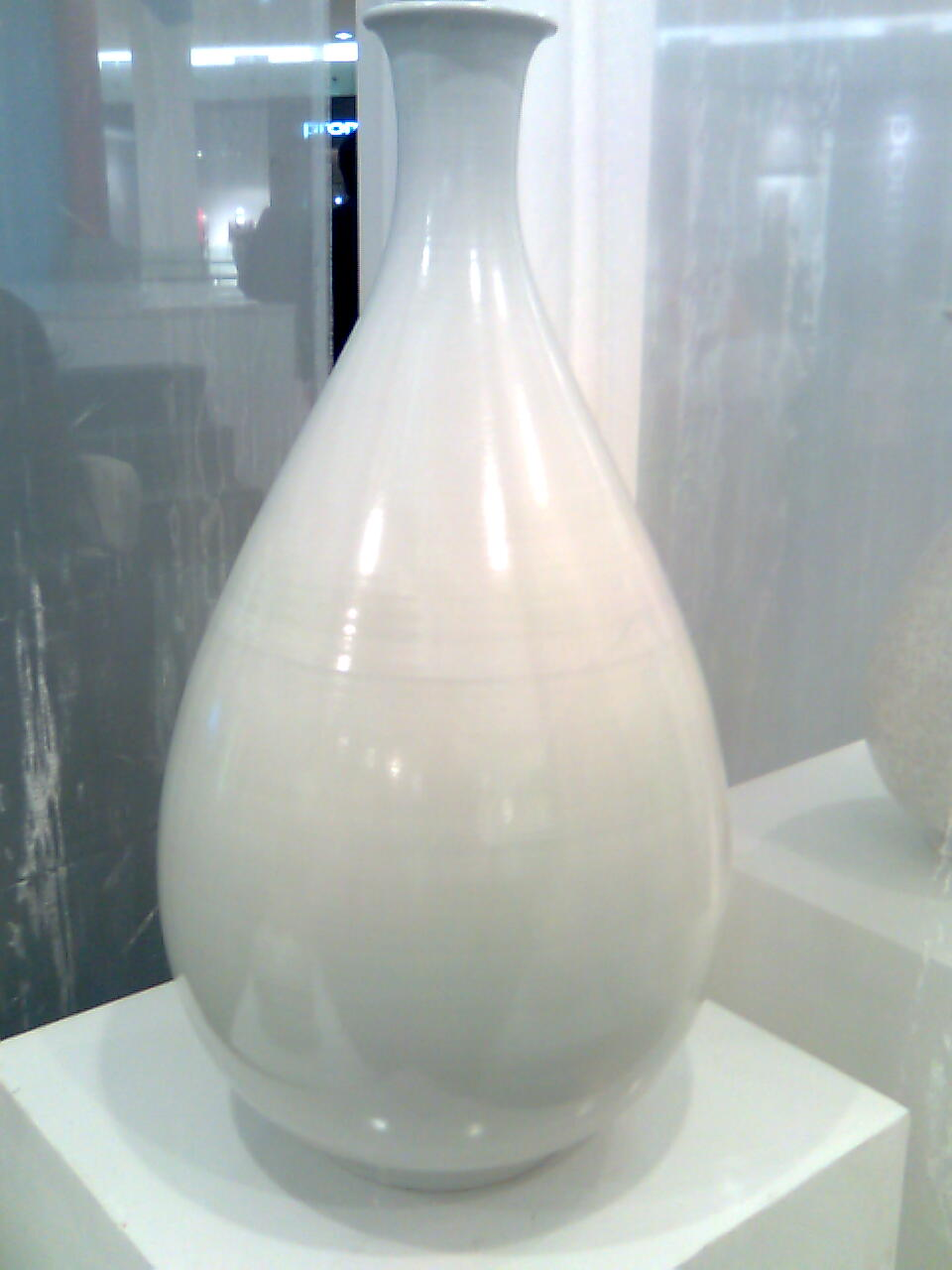
Esemplare di baekja o ceramica bianca coreana

La porcellana bianca del periodo Joseon (조선백자?, 朝鮮白磁?, Joseon baekjaLR, Chosŏn paekchaMR) si riferisce alle porcellane bianche prodotte in Corea durante la dinastia Joseon (1392-1910).

## Storia
Le porcellane bianche erano lodate e preferite a qualsiasi altra porcellana dell'epoca per rappresentare i valori dell'etica confuciana coreana come la frugalità e il pragmatismo. Nel complesso, la ceramica di Joseon subì numerose trasformazioni durante questo periodo di cinquecento anni, generalmente diviso in tre grandi parti: il periodo iniziale, medio e tardo. Sebbene la cronologia della ceramica di Joseon differisca secondo gli studiosi, tre grandi eventi influenzarono la produzione uscita dagli essiccatoi; l'esito delle guerre Imjin, l'istituzione dei bunwon (분원?, 分院?), essiccatoi finanziati dal governo nella città di Bunwon-ri (Gwangju) vicino a Seul nel 1751, e la privatizzazione di Bunwon nel 1884. Le porcellane bianche di Joseon white sono caratterizzate dalla bellezza delle forme senza pretese, della decorazione sobria e dell'uso sottile del colore, che riflette gli ideali dello stato confuciano coreano.

## Galleria d'immagini

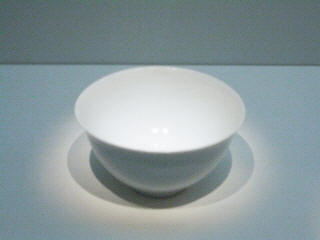
Tazza di porcellana bianca, XV secolo d.C., Corea
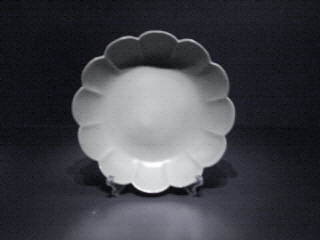
Piatto di porcellana bianca, XV secolo d.C., Corea
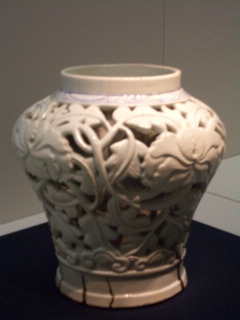
Giara di porcellana bianca, XVIII secolo d.C., Corea
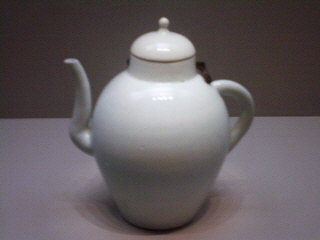
Caraffa di porcellana bianca, XVIII-XIX secolo d.C., Corea